# Sabine Garscha
Sabine Engel-Garscha (* 20. Jahrhundert; bis ca. 2023: Sabine Garscha) ist eine deutsche Filmeditorin.
Sabine Garscha war zunächst zwei Jahre Schnitt-Assistentin und wurde 1998 als Filmeditorin beim Südwestrundfunk tätig. Zu ihren Arbeiten gehören überwiegend Fernsehfilme, darunter diverse Tatort-Episoden.

## Filmografie (Auswahl)
- ab 2006: Tatort (Fernsehreihe)
  - 2006:  Der Lippenstiftmörder
  - 2008:  Schatten der Angst
  - 2009:  Tödliche Tarnung
  - 2010:  Der Polizistinnenmörder
  - 2010:  Die Unsichtbare
  - 2012:  Scherbenhaufen
  - 2013:  Kaltblütig
  - 2014:  Eine Frage des Gewissens
  - 2015:  Roomservice
  - 2017:  Stau
  - 2018:  Damian
  - 2019:  Die Pfalz von oben
  - 2020:  Der Welten Lohn
  - 2021:  Was wir erben
  - 2023:  Lenas Tante
  - 2023:  Die Nacht der Kommissare
  - 2004:  Letzter Ausflug Schauinsland
  - 2024:  Lass sie gehen
  - 2024:  Die große Angst
- 2007: Ich bin eine Insel
- 2012: Die Nonne und der Kommissar – Verflucht
- 2013: Der Vollgasmann
- 2014: In gefährlicher Nähe (auch: Am Ende des Tages)
- 2014: Ein offener Käfig
- 2017: Brüder